# María Inés Ruz

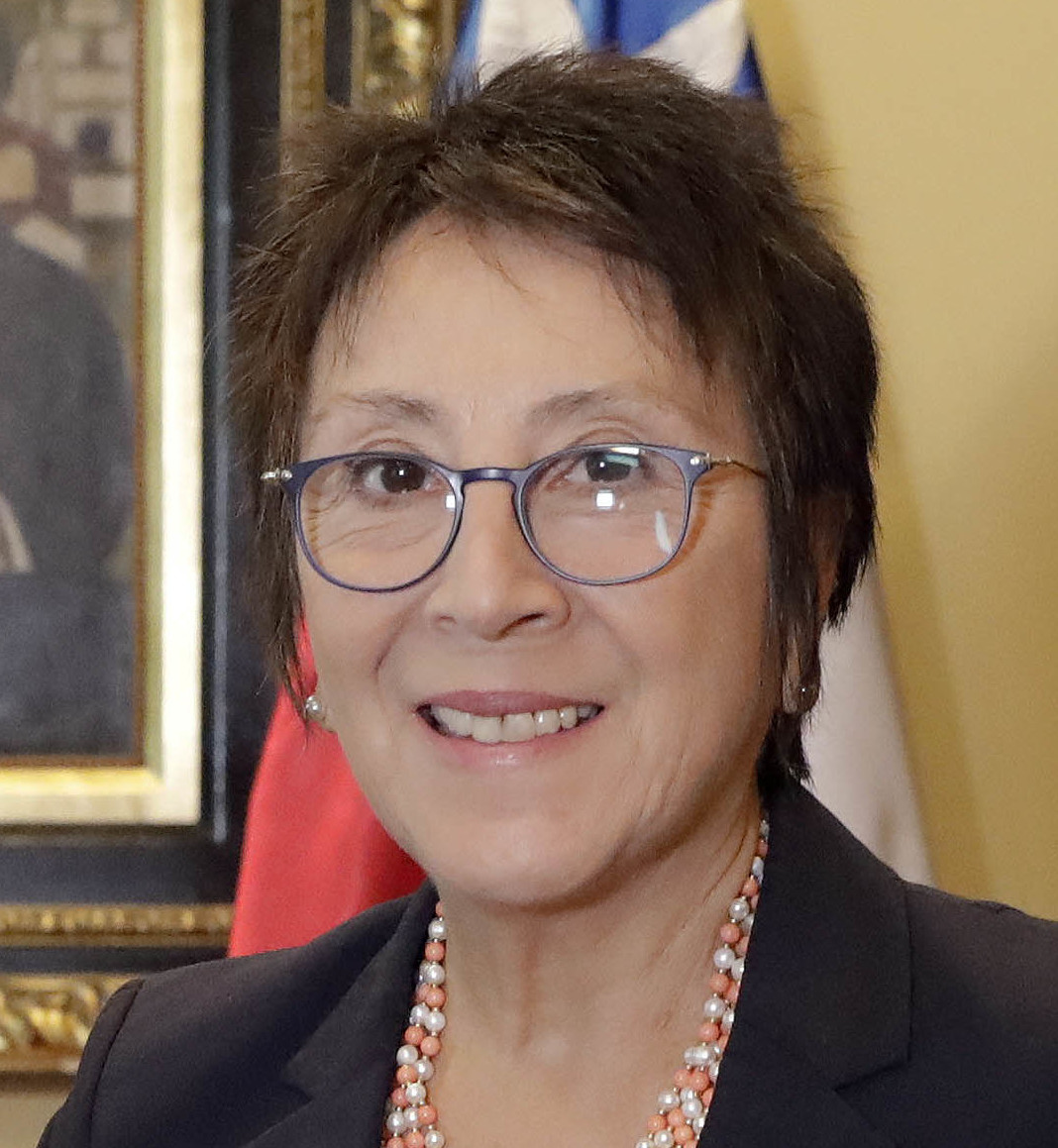
María Inés Ruz, 2018

María Inés Ruz, periodista y actual embajadora de Chile en Colombia (anteriormente lo fue en El Salvador). Fue asesora internacional del ministerio de Defensa y analista de la Dirección de Planificación del ministerio de Relaciones Exteriores y Secretaria Ejecutiva del Comité Interministerial para el Desarrollo de las Zonas Extremas.

## Biografía
Ruz es Licenciada en Periodismo de la Universidad de La Habana, magíster en Estudios Internacionales del Instituto de Estudios Internacionales de la Universidad de Chile y diplomada en Relaciones Económicas Internacionales de la Universidad Mayor y la Red Universitaria Iberoamérica-Europa. También fue asesora internacional del Ministerio de Defensa. Desde ese cargo desempeñó un rol activo en el impulso de la Fuerza de Paz Combinada, Cruz del Sur; en la coordinación de los ministerios de Defensa de los países latinoamericanos que participan en la Misión de Naciones Unidas para la Estabilización de Haití; y como parte del grupo de expertos que elaboró los estatutos del Consejo de Defensa Suramericano.
Fue analista de la Dirección de Planificación del Ministerio de Relaciones Exteriores y Secretaria Ejecutiva del Comité Interministerial para el Desarrollo de las Zonas Extremas.
Es embajadora de Chile en Colombia (anteriormente desempeñó su cargo como embajadora de Chile ante El Salvador) y se desempeña como académica en diversas casas de estudio; como Consultora de Género de la Comisión Económica para América Latina (CEPAL) y de la Red de Seguridad y Defensa de América Latina (RESDAL); y como Analista del Observatorio del Sur de ProyectAmérica.